# Nupserha multimaculata
Nupserha multimaculata là một loài bọ cánh cứng trong họ Cerambycidae.